# Gaëtan Perrin
Pour les articles homonymes, voir Perrin.
Gaëtan Perrin, né le 7 juin 1996 à Lyon, est un footballeur français évoluant au poste de milieu de terrain ou d'attaquant au FK Krasnodar.

## Biographie
Gaëtan Perrin est issu du centre de formation de l'Olympique lyonnais. Au cours de la saison 2015-2016, il participe à quatre matches en UEFA Youth League, inscrivant quatre buts. Pendant son enfance, il est aussi passé par l'Olympique Saint-Quentinois Fallavier (OSQ).
Il fait ses débuts en Ligue 1 le 14 février 2016, lors d'une victoire 4-1 à domicile de l'OL contre le Stade Malherbe de Caen, en entrant sur le terrain à la 88e minute à la place d'Alexandre Lacazette. Le 19 mars 2016, il marque son premier but, deux minutes après son entrée sur le terrain, contribuant ainsi à la victoire de son club 2-0 contre le FC Nantes.
Le 9 janvier 2017, il est annoncé qu'il rejoint le club de l'US Orléans, alors en Ligue 2, en prêt jusqu'à la fin de la saison. Neuf jours plus tard, cependant, le prêt est invalidé par la Direction nationale du contrôle de gestion (DNCG) qui décide d'interdire le club orléanais de recrutement. Celui-ci vend par la suite Jean-Eudes Aholou et fait appel de l'interdiction. Le 19 juin 2017, Gaëtan Perrin est finalement prêté par l'OL à Orléans en Ligue 2 sans option d'achat, tout comme son coéquipier lyonnais Maxime D'Arpino.
Le 20 janvier 2018, Gaëtan Perrin quitte l'OL et signe définitivement en faveur de l'US Orléans.
Le 17 mai 2021, Gaëtan Perrin fait partie du onze type de National 1. Il est également élu joueur de la saison 2020 - 2021 par les supporters de l'US Orléans avec ses 13 buts et 9 passes décisives.

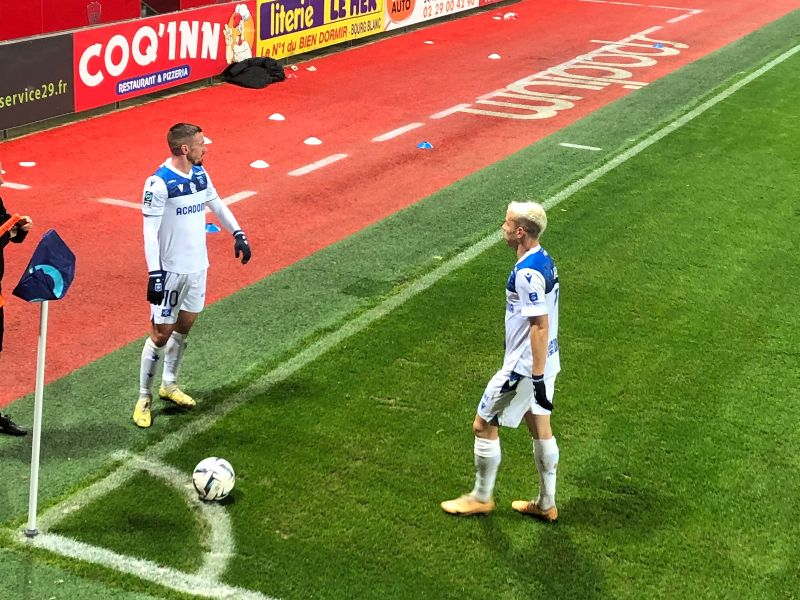
Gaëtan Perrin et Gauthier Hein le 05 décembre 2023 lors d'une journée de championnat de France de Ligue 2 à Brest

Le 26 mai 2021, Gaëtan Perrin signe un contrat de 3 ans en faveur de l'AJ Auxerre. Alternant entre un rôle de remplaçant de luxe et une place de titulaire, le nouveau numéro 10 de l'AJ Auxerre trouve assez vite sa place dans la rotation du club ajaïste. Dès sa première saison sous les couleurs de l'AJA, Perrin et les siens finissent barragistes pour la montée en Ligue 1. Auxerre affronte l'AS Saint-Étienne, et Perrin s'illustre lors du match aller du barrage. En effet, l'enfant de Lyon inscrit le but égalisateur (1-1) en fin de partie. Au match retour (1-1), il inscrit son tir-au-but, et permet aux siens de monter en première division, scellant ainsi la descente des Verts en Ligue 2. Ce but vient s'ajouter à ses cinq réalisations en championnat, permettant au milieu de terrain de terminer la saison avec quarante matchs, six buts et deux passes décisives au compteur.

## Statistiques détaillées

### Statistiques en équipe première
```

```

| Saison                | Club                  | Championnat           | Championnat | Championnat | Coupe nationale | Coupe nationale | Coupe de la Ligue | Coupe de la Ligue | Total | Total |
| Saison                | Club                  | Division              | M.          | B.          | M.              | B.              | M.                | B.                | M.    | B.    |
| 2015-2016             | Olympique lyonnais    | Ligue 1               | 3           | 1           | 0               | 0               | 0                 | 0                 | 3     | 1     |
| 2016-2017             | Olympique lyonnais    | Ligue 1               | 0           | 0           | 0               | 0               | 0                 | 0                 | 0     | 0     |
| Sous-total            | Sous-total            | Sous-total            | 3           | 1           | 0               | 0               | 0                 | 0                 | 3     | 1     |
| 2017-2018             | US Orléans (prêt)     | Ligue 2               | 28          | 3           | 1               | 0               | 2                 | 1                 | 31    | 4     |
| 2018-2019             | US Orléans            | Ligue 2               | 25          | 2           | 6               | 4               | 2                 | 0                 | 33    | 6     |
| 2019-2020             | US Orléans            | Ligue 2               | 25          | 3           | 2               | 0               | 2                 | 1                 | 29    | 4     |
| 2020-2021             | US Orléans            | National 1            | 32          | 13          | 3               | 1               | -                 | -                 | 35    | 14    |
| Sous-total            | Sous-total            | Sous-total            | 110         | 21          | 12              | 5               | 6                 | 2                 | 128   | 28    |
| 2021-2022             | AJ Auxerre            | Ligue 2               | 37+2        | 5+1         | 1               | 0               | -                 | -                 | 40    | 6     |
| 2022-2023             | AJ Auxerre            | Ligue 1               | 37          | 3           | 2               | 2               | -                 | -                 | 39    | 5     |
| 2023-2024             | AJ Auxerre            | Ligue 2               | 38          | 7           | 3               | 0               | -                 | -                 | 41    | 7     |
| 2024-2025             | AJ Auxerre            | Ligue 1               | 34          | 10          | 1               | 0               | -                 | -                 | 35    | 10    |
| Sous-total            | Sous-total            | Sous-total            | 148         | 26          | 7               | 2               | 0                 | 0                 | 155   | 28    |
| Total sur la carrière | Total sur la carrière | Total sur la carrière | 261         | 48          | 19              | 7               | 6                 | 2                 | 286   | 57    |

### Statistiques en équipe réserve
| Saison                | Club                    | Championnat           | Championnat | Championnat |
| Saison                | Club                    | Division              | M           | B           |
| --------------------- | ----------------------- | --------------------- | ----------- | ----------- |
| 2013-2014             | Olympique lyonnais rés. | CFA                   | 8           | 0           |
| 2014-2015             | Olympique lyonnais rés. | CFA                   | 11          | 2           |
| 2015-2016             | Olympique lyonnais rés. | CFA                   | 17          | 0           |
| 2016-2017             | Olympique lyonnais rés. | CFA                   | 18          | 2           |
| Total sur la carrière | Total sur la carrière   | Total sur la carrière | 54          | 4           |

## Palmarès

### En club
| Olympique lyonnais                                                                    | AJ Auxerre                  |
| ------------------------------------------------------------------------------------- | --------------------------- |
| - Championnat de France - Vice-champion : 2016 - Coupe Gambardella - Finaliste : 2015 | - Ligue 2 - Champion : 2024 |

### Distinctions individuelles
- Meilleur passeur du Championnat de France de football National 2020-2021 (9 passes décisives)[12]